# Nathan Bishop
Nathan James Bishop (sinh ngày 15 tháng 10 năm 1999) là một cầu thủ bóng đá chuyên nghiệp người Anh, người chơi ở vị trí thủ môn cho câu lạc bộ Sunderland.

## Sự nghiệp câu lạc bộ

### Southend United
Bishop đã gia nhập Southend United từ thời còn trẻ và xuất hiện trong đội hình 1 của câu lạc bộ này vào cuối mùa giải 2016–17, tuy nhiên chỉ xuất hiện trên băng ghế dự bị mà không được vào sân. Sau đó, Bishop tới thử việc tại West Ham United nhưng không được ký hợp đồng và quay trở lại Southend ở mùa giải 2017–18.
Vào ngày 23 tháng 12 năm 2017, Bishop ra mắt cho đội Southend trong trận thua 3–1 trên sân nhà trước Scunthorpe United, anh thay thế Mark Oxley bị chấn thương ở trong hiệp một.

### Manchester United
Vào ngày 31 tháng 1 năm 2020, Bishop ký hợp đồng với câu lạc bộ Manchester United thuộc Premier League với mức phí không được tiết lộ trong hợp đồng hai năm rưỡi.

## Sự nghiệp quốc tế
Bishop đã được triệu tập vào đội tuyển U20 Anh để tham dự Toulon Tournament 2019, anh thay thế cho Ryan Schofield và ra mắt trong trận thắng 4-0 trước Guatemala vào ngày 11 tháng 6 năm 2019.

## Thống kê sự nghiệp
Tính đến ngày 9 tháng 9 năm 2020
| Câu lạc bộ            | Mùa giải       | Giải vô địch   | Giải vô địch | Giải vô địch | Cúp FA | Cúp FA | Cúp EFL | Cúp EFL | Khác | Khác | Tổng cộng | Tổng cộng | Ref    |
| Câu lạc bộ            | Mùa giải       | Hạng đấu       | Trận         | Bàn          | Trận   | Bàn    | Trận    | Bàn     | Trận | Bàn  | Trận      | Bàn       | Ref    |
| --------------------- | -------------- | -------------- | ------------ | ------------ | ------ | ------ | ------- | ------- | ---- | ---- | --------- | --------- | ------ |
| Southend United       | 2016–17        | League One     | 0            | 0            | 0      | 0      | 0       | 0       | 0    | 0    | 0         | 0         | [ 8 ]  |
| Southend United       | 2017–18        | League One     | 1            | 0            | 0      | 0      | 0       | 0       | 0    | 0    | 1         | 0         | [ 9 ]  |
| Southend United       | 2018–19        | League One     | 18           | 0            | 0      | 0      | 0       | 0       | 3    | 0    | 21        | 0         | [ 10 ] |
| Southend United       | 2019–20        | League One     | 12           | 0            | 1      | 0      | 2       | 0       | 2    | 0    | 17        | 0         | [ 11 ] |
| Southend United       | Tổng cộng      | Tổng cộng      | 31           | 0            | 1      | 0      | 2       | 0       | 5    | 0    | 39        | 0         | —      |
| Manchester United     | 2019–20        | Premier League | 0            | 0            | 0      | 0      | —       | —       | —    | —    | 0         | 0         | [ 11 ] |
| Manchester United     | 2020–21        | Premier League | 0            | 0            | 0      | 0      | 0       | 0       | —    | —    | 0         | 0         | [ 12 ] |
| Manchester United     | Tổng cộng      | Tổng cộng      | 0            | 0            | 0      | 0      | 0       | 0       | 0    | 0    | 0         | 0         | —      |
| U21 Manchester United | 2020–21        | —              | —            | —            | —      | —      | —       | —       | 1    | 0    | 1         | 0         | [ 12 ] |
| Tổng sự nghiệp        | Tổng sự nghiệp | Tổng sự nghiệp | 31           | 0            | 1      | 0      | 2       | 0       | 6    | 0    | 40        | 0         | —      |

1. 1 2 3  Số trận tại EFL Trophy